# Kabwe Kasongo
Kabwe Kasongo est un footballeur congolais (RDC) né le 31 juillet 1970 à Kinshasa. Il évoluait au poste de défenseur.

## Biographie
Kabwe Kasongo participe à la Coupe d'Afrique des nations 1992, à la Coupe d'Afrique des nations 1994, à la Coupe d'Afrique des nations 1996 et enfin à la Coupe d'Afrique des nations 2000 avec l'équipe de République démocratique du Congo.
En club, il joue principalement en faveur du Vitoria Guimarães et du Deportivo Chaves. Il dispute un total de 39 matchs en 1re division portugaise et 211 matchs en 2e division portugaise.
Le 19 février 2020, il devient entraîneur du Sabroso Sport Clube, clube de la division regional de Vila Real .

## Carrière
- 1990-1992 :  Lubumbashi Sport
- 1992-1994 :  Daring Club Motema Pembe
- 1994-1996 :  Lubumbashi Sport
- 1996-1997 :  Sporting Clube da Covilhã
- 1997-1999 :  Vitoria Guimarães
- 1999-2008 :  Deportivo Chaves